# Vrhovo, Radeče
Vrhovo este o localitate din comuna Radeče, Slovenia, cu o populație de 254 de locuitori.